# Argemiro
Argemiro Pinheiro da Silva (ur. 3 czerwca 1915 w Ribeirão Preto, zm. 4 lipca 1975) – brazylijski piłkarz. Brązowy medalista MŚ 38.
W latach 1935–1938 grał w Portuguesa Santista. W 1938 odszedł do CR Vasco da Gama, gdzie grał do 1945. W reprezentacji Brazylii rozegrał 11 spotkań. Podczas MŚ 38 wystąpił w jednym spotkaniu, wygranym 2:1 powtórzonym ćwierćfinale z Czechosłowacją. Brał udział w Copa América 1942 (3. miejsce).